# Sông Thốt Nốt
Sông Thốt Nốt là một con sông đổ ra Sông Hậu. Sông có chiều dài 53 km và diện tích lưu vực là km². Sông Thốt Nốt chảy qua các tỉnh Cần Thơ, Kiên Giang.